# Liquid Tension Experiment 2
Liquid Tension Experiment 2 è il secondo album in studio del supergruppo statunitense Liquid Tension Experiment, pubblicato il 15 giugno 1999 dalla Magna Carta Records.

## Tracce
Musiche di Liquid Tension Experiment.
1. Acid Rain – 6:35
2. Biaxident – 7:40
3. 914 – 4:01
4. Another Dimension – 9:50
5. When the Water Breaks – 16:58
6. Chewbacca – 13:35
7. Liquid Dreams – 10:48
8. Hourglass – 4:26

## Formazione
Gruppo
- Tony Levin – Chapman Stick, basso
- John Petrucci – chitarra
- Mike Portnoy – batteria, percussioni
- Jordan Rudess – tastiera

Produzione
- Chris Cubeta – registrazione
- Pat Thrall – ingegneria del suono aggiuntiva
- Spyros Poulos – ingegneria del suono aggiuntiva
- Kosaku Nakamura – ingegneria del suono aggiuntiva
- Kevin "Caveman" Shirley – missaggio
- Rich Alvy – assistenza al missaggio
- Leon Zervos – mastering